# Waiho (fleuve)
Le fleuve Waiho  (en anglais : Waiho River) est un cours d’eau de la région de la West Coast dans l’Île du Sud de la Nouvelle-Zélande.

## Géographie
Il est alimenté par l’eau de la fonte des neiges du glacier François-Joseph et longe la partie  principale de la ville de Franz Josef au Sud, où le lit du fleuve est traversé par la State Highway 6/SH6 sur un long pont à voie unique. Du fait des changements intervenant en cas de fortes pluies et de fonte des neiges, le flux de la rivière varie de façon très importante.
Le fleuve Waiho fusionne avec la rivière « Docherty Creek » juste avant d’atteindre la Mer de Tasman à 10 km au sud-ouest de la ville d’Okarito.